# حسن القيق
حسن القيق (حكيم فلسطين؛ 1943-2006) فلسطيني ولد في قرية البرج قضاء الخليل، قائد ومؤسس وعضو الهيئة التأسيسية في حركة حماس. وعضوًا في المكتب الإداري للإخوان المسلمين في الضفة الغربية، ثم أصبح عضوًا في المكتب الإداري لإخوان الضفة الغربية وقطاع غزة. كان هو صاحب فكرة إضافة الألف لاختصار حركة المقاومة الإسلامية (ح.م.س) لتصبح حماس، وتم التحفظ على ذلك بطلب منه ولكن نشر ذلك حين وفاته، ويعد من المساهمين الأساسيين في صياغة بياناتها ووضع ميثاقها. تلقى تعليمه الأساسي في مدرسة قرية البرج وفي مدرسة دورا، وحصل على الثانوية العامة من مدرسة عمان الصناعية في الأردن، وأنهى البكالوريوس في الهندسة الميكانيكية من المعهد الصناعي العالي في بغداد عام 1966. ساهم في طباعة مصحف المسجد الأقصى عام 2005.

## حياته العملية والنضالية
بدأ عمله كمدرس في المدرسة الصناعية الثانوية دار اليتيم العربي في قرية قلنديا قضاء القدس عام 1966، ثم مديرًا لها عام 1967، وواجه القيق القرار الإسرائيلي لإخلاء المدرسة من طلابها عام النكسة 1967، ونتيجة لصمود القيق والطاقم التدريسي انسحب الاحتلال من المدرسة ولم يفرغ الطلبة منها وما زالت قائمة لليوم، وكما رفض الارتهان المالي الى بلدية الاحتلال قائلاً:"لا نريد أن نكون رهينة في يوم من الأيام لبلدية الإحتلال"، وكما ساهم القيق في صمود وإنشاء مدارس الأوقاف والمدارس الخاصة في القدس، وعمل بصمت مع المربي المقدسي حسني الأشهب رافضين المنهاج الإسرائيلي بعد احتلال القدس، فاقترح القيق تسمية المدارس الجديدة بنفس أسماء المدارس القديمة المرخصة، مع إعطائها ترميزا مثل (مدرسة الفتاة اللاجئة أ، ب، ج..) حين رفض الاحتلال منح تراخيص للمدارس الفلسطينية الجديدة في القدس.
وكان عضوًا في الهيئة الإدارية لنقابة المهندسين بين الأعوام (1970-1986)، وشغل فيها عدة مناصب منها أمينًا للسر وأمينًا للصندوق ونائبًا للرئيس. ومؤسسًا وعضوًا في الهيئات الإدارية للعديد من المؤسسات في القدس منها (لجنة مدارس القدس الخاصة عام 1972، ونادي الخريجين العرب في القدس (1979-1991)، ومجلس التعليم العالي (1983-1988)، ولجنة اليتيم العربي عام 1981، والمؤسسة العالمية لمساعدة الطلبة العرب عام 1978، وجامعة النجاح الوطنية، وعضو مجلس تنسيق جامعة القدس المفتوحة (1986-1988)، عضو مجلس أمناء في جامعة القدس (1992-1998)، وعضو مجلس أمناء في الجامعة الإسلامية في غزة عام 1992، ومدارس الأوقاف الإسلامية في بيت المقدس عام 1991، وجمعية المعهد العربي (1991-1998)، والمجلس الاستشاري للتعليم المهني عام 1995، والهيئة الإدارية لجمعية مستشفى المقاصد الخيرية (1990-1992).
اعتقله الاحتلال الإسرائيلي عام 1989 وعام 1996.

## وفاته
توفي في مدينة القدس في 6 شباط 2006، وكتب عنه وزير شؤون القدس السابق م. خالد أبو عرفة كتاب "حسن القيق.. وثائق وأوراق" الذي ضمت صفحاته 42 وثيقة من الأبحاث والدراسات والكلمات التي ألقاها وحاضر بها القيق.